# سوپر (فیلم ۲۰۰۳)
سوپر (به تامیلی: Dhool) فیلمی محصول سال ۲۰۰۳ و به کارگردانی دارانی است. در این فیلم بازیگرانی همچون ویکرام، جیوتیکا، ریما سن، ویوک، مانوج کی. جایان، تلنگانا شکونتلا، شاکلا ایفای نقش کرده‌اند.